# توماس دبليو. بالمر
توماس دبليو. بالمر (بالإنجليزية: Thomas W. Palmer)‏ هو دبلوماسي وسياسي أمريكي، ولد في 25 يناير 1830 في ديترويت في الولايات المتحدة، وتوفي بنفس المكان في 1 يونيو 1913. حزبياً، نشط في الحزب الجمهوري. وقد انتخب عضو مجلس ولاية ميشيغان وانتخب عضو مجلس الشيوخ الأمريكي.